# Ewart Jones
Sir Ewart Ray Herbert Jones (* 16. März 1911 in Wrexham; † 7. Mai 2002) war ein britischer (walisischer) Chemiker.

## Leben
Jones studierte ab 1929 Physik und Chemie am University College of North Wales in Bangor (Wales) mit dem Bachelor-Abschluss in Chemie 1932. Danach forschte er noch zwei Jahre an seiner Universität und wurde 1936 bei John Simonsen promoviert. 1938 wurde er Lecturer und später Reader am Imperial College London, 1947 Sir Samuel Hall Professor für Chemie an der University of Manchester und 1954 Wayneflee Professor für Organische Chemie an der Universität Oxford. 1978 wurde er emeritiert.
Jones befasste sich mit organischer Synthese und Chemie von Naturstoffen (besonders Steroide, Terpene, Vitamine wie Vitamin A). Nach ihm ist die Jones-Oxidation benannt.

## Ehrungen
1940 erhielt Jones die Meldola-Medaille der Royal Society of Chemistry, 1966 die Davy-Medaille und 1978 den Robert Robinson Award. Er war Fellow der Royal Society. 1967 wurde er in die American Academy of Arts and Sciences gewählt.
1980 bis 1982 war er der erste Präsident der Royal Society of Chemistry, an deren Gründung er 1980 wesentlich beteiligt war (aus der Fusion der Chemical Society und des Royal Institute of Chemistry). 1963 wurde er als Knight Bachelor („Sir“) geadelt.